# Amphia sogai
Amphia sogai är en fjärilsart som beskrevs av Pierre E.L. Viette 1967. Amphia sogai ingår i släktet Amphia och familjen nattflyn. Inga underarter finns listade i Catalogue of Life.